# Reisedienst Meidenbauer

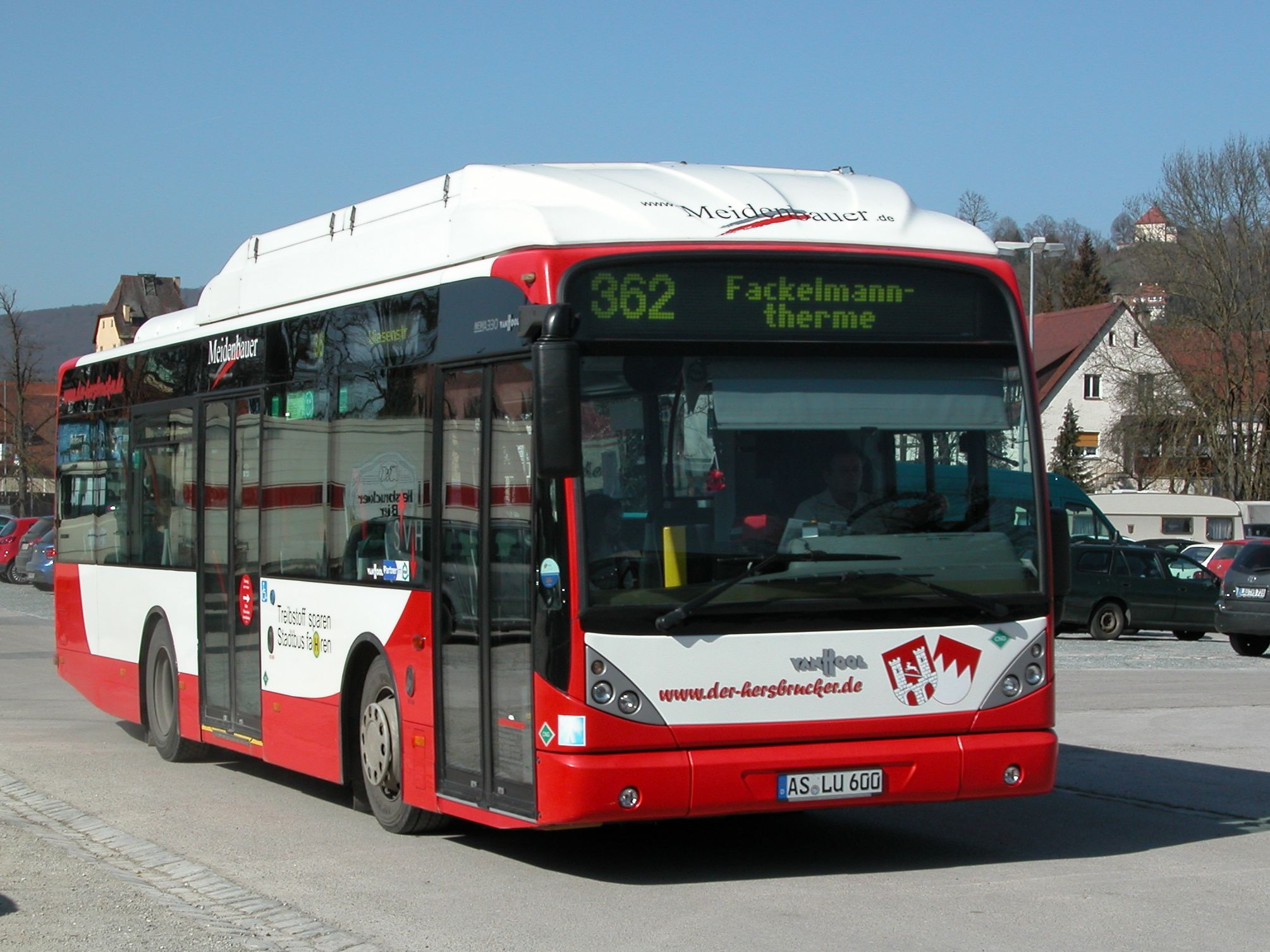
Stadtbus in Hersbruck

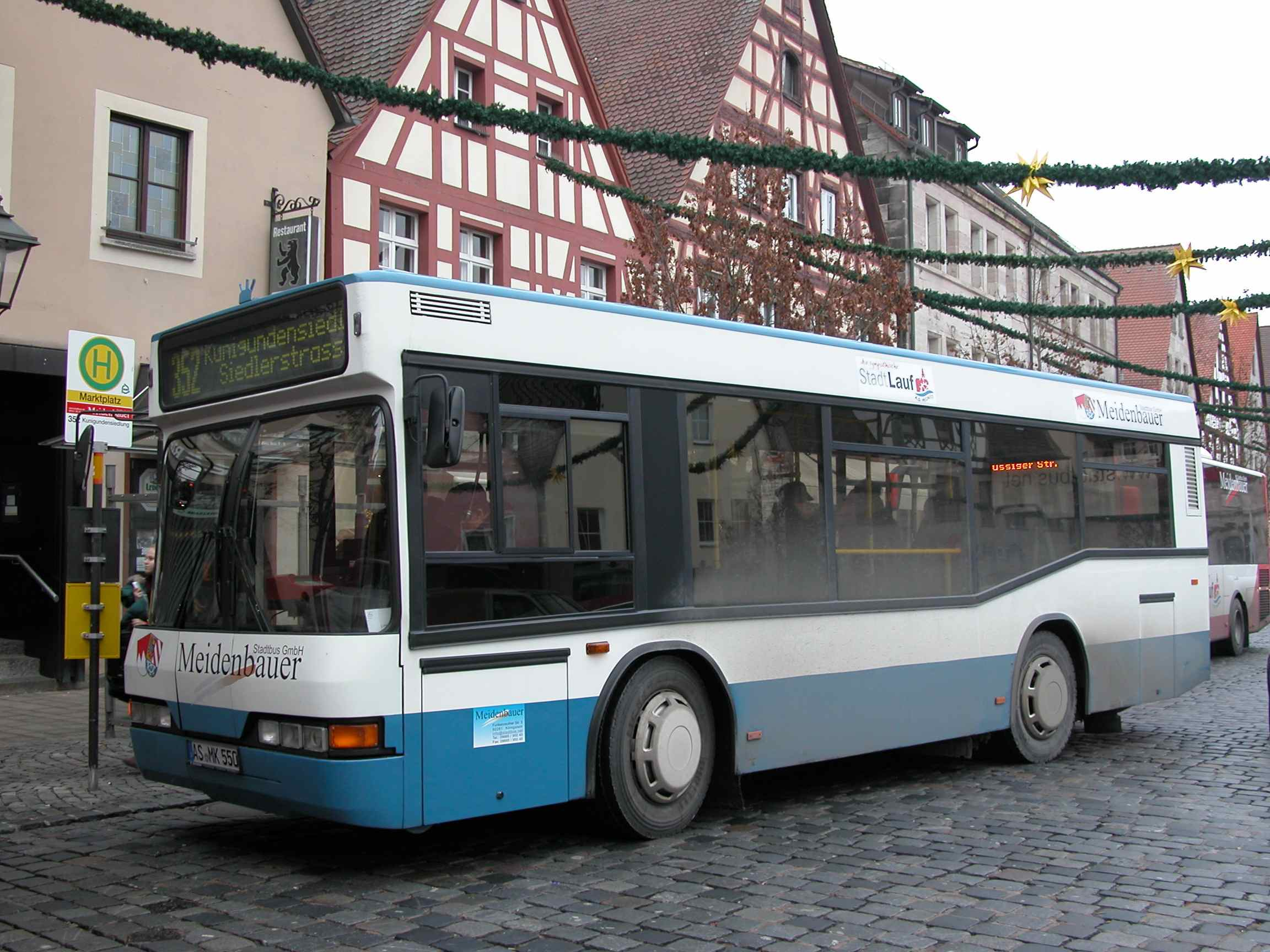
Stadtbus in Lauf

Der Reisedienst Meidenbauer ist ein Verkehrsunternehmen mit Hauptsitz in Königstein (Oberpfalz) an der Frankenalb im Landkreis Amberg-Sulzbach und einer Niederlassung in Altdorf bei Nürnberg (Mittelfranken).
Er ist einer der Konzessionsnehmer für den ÖPNV des Verkehrsverbund Großraum Nürnberg (VGN) und der Verkehrsgemeinschaft Amberg-Sulzbach (VAS) und betreibt mehrere Buslinien im Einzugsgebiet der Metropolregion Nürnberg.

## Öffentlicher Personennahverkehr
Das 1935 gegründete Unternehmen ist seit 1988 Gründungsmitglied des Verkehrsverbunds Großraum Nürnberg und seit 1995 auch der Verkehrsgemeinschaft Amberg-Sulzbach. Die betriebenen Omnibuslinien verbinden den Ausgangspunkt Königstein (Oberpfalz) mit den Städten Hersbruck und Sulzbach-Rosenberg. Das Liniennetzes wird vom VGN und VAS ergänzt. Besondere Bedeutung hat das Unternehmen für Hartenstein (Mittelfranken), Hirschbach (Oberpfalz), Weigendorf, Holnstein, da es dort als einziger Dienst die jeweiligen Haltestellen bedient.
In Hersbruck und in Lauf führte das Unternehmen bis Dezember 2017 den Stadtbusbetrieb durch. Bei der Neuvergabe durch den Landkreis Nürnberger Land konnte sich der Konkurrent Schmetterling Reisen durchsetzen.